# Katalepsi
Katalepsi er en unaturlig stivhedstilstand i kroppen, med mindsket følsomhed overfor smerte, og med muskulær stivhed og fiksering af kroppen.

## Symptomer
Galen inddelte anfaldssygdommene i tre typer: De epileptiske, analeptiske og kataleptiske. I Samuel Schaarschmidts  lærebog fra 1760 beskrives katalepsi sådan: "Den krampesygdom, hvor al vilkårlig bevægelse ophører, og patienten forbliver i den stilling, han indtog ved anfaldets start...Patienten ser, hører og føler intet...Efter en tid kommer patienten igen til sig selv." Schaarschmidt anbefaler, at patienten lades i fred, til anfaldet går over af sig selv. 

## I litteraturen
Poe var især optaget af sygdommen, og skildrer den i The fall of the house of Usher, hvor Madeline Usher lider af katalepsi, og ikke var død, da hun blev lagt i kisten. Poes optagethed af risikoen for at blive begravet levende, selv om man kun var skindød, skildres også i novellen The premature burial - den forhastede begravelse - fra 1844.  I George Eliots Silas Marner beskyldes Marner for at have stjålet den døende præsts penge, mens den virkelige tyv udnyttede, at Marner fik et anfald af katalepsi, udløst af præstens død. 